# Бумсланг
Бумсланг (лат. Dispholidus typus) — ядовитая змея семейства ужеобразных. Единственный вид рода Dispholidus. Название происходит от африк. Boomslang и буквально означает «древесная змея».
Взрослые особи длиной 1,2–1,5 м, максимум 2 м. Тело стройное, голова короткая. Глаза по отношению к голове большие. Радужина ярко-зелёная. Окраска варьирует от совершенно зелёной или зелёной с чёрными полосами и пятнами до оливковой, коричневой или чёрной. Брюхо желтоватое или желтовато-зелёное. Ядовитые зубы бумсланга расположены в глубине верхней челюсти.
Вид распространён в тропической Африке южнее Сахары до Южной Африки. Обитает в различных биотопах от карру и сухих саванн до равнинных лесов и финбоша. Активен днём, держась на деревьях и кустах. Змея прекрасно лазает, способна имитировать ветки деревьев. Питается ящерицами, другими змеями и лягушками, а также крупными гусеницами и другими личинками насекомых.
Это яйцекладущая змея. В кладке обычно 8–14, максимум 27 яиц. Самка откладывает их на земле под листьями, гниющими брёвнами или в дуплах деревьев. Детёныши при появлении из яиц имеют длину 29–38 см.
Относится к очень агрессивным змеям, поэтому к бумслангу не рекомендуется подходить близко и делать резкие движения. Он без раздумья нападёт.
Известно несколько смертельных случаев в результате укуса бумсланга, один из которых произошёл в 1957 году, когда от укуса змеи погиб известный американский герпетолог Карл Патерсон Шмидт.